# Honorat z Arles
Honorat z Arles (ur. ok. 350 w Toul w Galii, zm. 16 stycznia 429 lub 430 w Arles) – biskup Arles, zakonnik, święty Kościoła katolickiego i prawosławnego.

## Żywot
Honorat pochodził z dostojnej rodziny rzymskich namiestników prawdopodobnie z Toul. Przyjął chrzest, gdy był jeszcze młodzieńcem. Czytając żywoty świętych zapragnął naśladować ich bohaterów. Podobno, nie zachowując umiaru w zadawanych sobie pokutach, nabawił się ciężkiej choroby. Po pielgrzymce, którą odbył wraz z bratem do Egiptu i Palestyny, około 410 roku osiedlił się na bezludnej wysepce Lérinum (Saint-Honorat, Wyspy Leryńskie) koło Cannes.
Niebawem obok mistrza zaczęli gromadzić się uczniowie, m.in. św. Lupus z Troyes. Tak powstał jeden z najsłynniejszych w średniowieczu ośrodków życia zakonnego – klasztor Lérins na wyspie, gdzie żyło wielu mnichów, którzy dostąpili świętości. Kierując klasztorem starał się, aby nikt we wspólnocie nie czuł się przygnębiony, zmęczony lub niepotrzebny.
Żywot założyciela znany jest z panegiryku napisanego przez jego ucznia i krewnego Hilarego – biskupa miasta Arles. Z klasztorem duchowo związany był św. Paulin z Noli. Na jego zaproszenie przybył tam św. Eucheriusz, autor szeregu dzieł, w tym „Żywota św. Maurycego i świętych męczenników Legionu Tebańskiego”.
Będąc przełożonym monasteru św. Honorat przyjął święcenia kapłańskie. W 427 powołano go na urząd biskupa Arles. Wtedy też przy katedrze założył klasztor. Według autora Vita Honorati święty miał dar czynienia cudów, lecz dokonywał ich stosunkowo rzadko (w żywocie wspomniane są jedynie dwa), ponieważ uważał ukrywanie tego charyzmatu za cnotę. Otoczony licznymi uczniami zmarł 16 stycznia 429 lub 430 roku.

## Kult
Jego relikwie spalili jakobini podczas rewolucji francuskiej.
Wspomnienie liturgiczne w Kościele katolickim obchodzone jest w dies natalis (16 stycznia).
Cerkiew prawosławna wspomina św. Honorata 16/29 stycznia, tj. 29 stycznia według 
kalendarza gregoriańskiego.